# Villoestrus stackelbergi
Villoestrus stackelbergi är en tvåvingeart som beskrevs av Zaitzev 1967. Villoestrus stackelbergi ingår i släktet Villoestrus och familjen svävflugor. Inga underarter finns listade i Catalogue of Life.